# برايان أندرياس
برايان أندرياس (بالإنجليزية: Brian Andreas)‏ هو رسام وفنان أمريكي، ولد في 17 سبتمبر 1956 في آيوا سيتي في الولايات المتحدة.